# Arroyo Pintado Grande
Der Arroyo Pintado Grande ist ein Fluss im Norden Uruguays.
Er entspringt auf dem Gebiet des Departamento Artigas in der Cuchilla Yacaré Cururú einige Kilometer südlich der Departamento-Hauptstadt Artigas nahe der Tres Cerros del Catalán. Von dort fließt er in überwiegend nördliche Richtung teils parallel zur östlich verlaufenden Ruta 30, die er kurz vor seiner Mündung auch unterquert. Er mündet schließlich einige Kilometer südöstlich von Artigas und circa zwei Kilometer flussabwärts von Paso Ferrayen als linksseitiger Nebenfluss in den Río Cuareim.